# Crypte de Sainte-Cécile
Pour les articles homonymes, voir Sainte-Cécile, Sainte Cécile et Cécile.

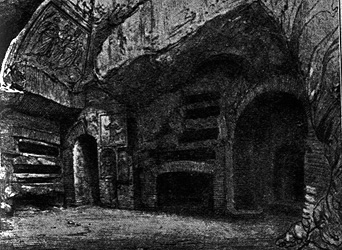
Illustration de la crypte par Walter Lowrie montrant la peinture de sainte Cécile, 1901.

La crypte de Sainte-Cécile est une crypte romaine.
Le long de la voie Appienne est située la catacombe de Saint-Calixte qui est le témoignage de la Rome paléochrétienne. Sa caractéristique principale est d'abriter les dépouilles mortelles de plusieurs papes du IIIe siècle et de quatre papes du IVe. Un passage étroit relie le tombeau des papes à la crypte de Sainte-Cécile, où une peinture du Ve siècle effacée par le temps, représentait la sainte.
L'importance de la crypte de Sainte-Cécile est d'avoir ouvert une voie d'accès à la partie la plus ancienne de la catacombe créée par saint Calixte. En effet, elle se juxtapose à six chambres funéraires alignées dans une de ces galeries. Il semble que cette crypte ait été découverte par un Réunionnais, Pierre Panon Desbassayns de Richemont.